# Acandí
Acandí es un municipio colombiano fronterizo con Panamá ubicado en el extremo norte del departamento de Chocó, al noroccidente de Colombia, a orillas del mar Caribe. Está ubicado a 366 km de la capital del departamento, Quibdó. 
Esta cerca de la frontera con Panamá.
Su temperatura promedio es de 28 °C. 
Uno de los atractivos turísticos más conocidos de Acandí es Capurganá, apreciado por la belleza de sus playas. Acandí es uno de los pocos lugares del mundo en los que desovan las tortugas Carey y Canaa, también conocidas como Caná o tortugas laúd (Dermochelys coriacea); este acontecimiento ocurre una vez al año, en época de Semana Santa, por lo que muchos científicos y turistas acuden al municipio para presenciar y estudiar el suceso.
Acandí forma parte y es uno de los territorios constitutivos de la región del Darién junto con los municipios de Unguía, Juradó y la parte del municipio de Riosucio ubicada al occidente del río Atrato, al noroccidente del departamento del Chocó y limítrofe con Panamá

## Toponimia
El nombre de Acandí es una derivación de la voz indígena Acantí, que quiere decir "río de piedra". 

## Transporte

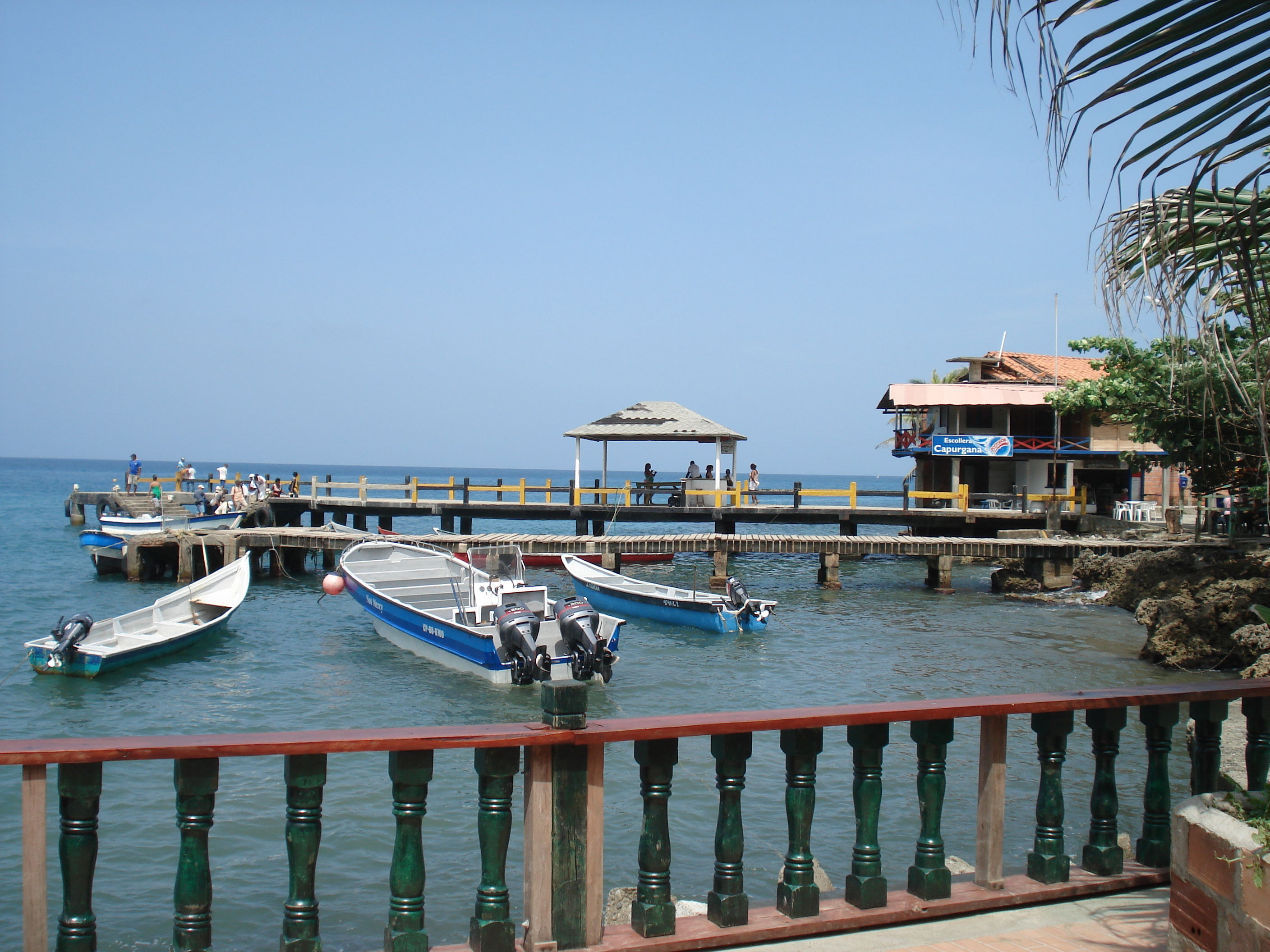
Puerto de Capurganá.

### Vías aéreas
Acandí posee un aeropuerto municipal llamado Aeropuerto Alcides Fernández, el cual le presta servicio a los municipios cercanos y a la comunidad de Acandí. Además, el corregimiento de Capurganá por ser el corregimiento de Acandí con mayor afluencia de turistas nacionales y extranjeros, también posee un aeropuerto privado en buen estado. Actualmente solo operan vuelos chárter tanto a Acandí como a Capurganá.

### Vías terrestres
Hay vehículos de uso particular que viajan del municipio de Unguía al municipio de Acandí en una carretera en muy regular estado.

### Vías fluviales
Servicio de lancha rápida con capacidad para 40 a 93 personas en los trayectos Acandí - Turbo y Acandí - Necoclí. Generalmente cada embarcación sale de Acandí cada día alrededor de las 8:00 a. m. Hasta las 12 p. m.

## División Político-Administrativa
Además de su Cabecera municipal. Acandí tiene bajo su jurisdicción los siguientes Centros poblados:
- Capurganá
- Chugandi
- La Caleta
- Peñalosa
- San Francisco
- San Miguel
- Sapzurro

### Veredas
Además, de las siguientes veredas: 
- Batatilla, Mono Macho, La Diabla, La Olla, Guati Arriba, Guati Abajo, La Poza, El Cielo, El Aguacate, La Mora, Capitán, Cogollo, El Brillante, Los Ríos, Astí, Capitancito, Los Girasoles, El Cedro, Juancho, Acandí Seco - Medio, Acandí Seco - Bajo, El Brazo, Dos Bocas, La Diabla, La Hoya, Playona, Goleta, Playeta, Furutungo, El Perdido, Barrancón, Brazo Seco, Campo Difícil, Neca, Nequita, Neca Arriba, Reinaldo, Chugandi, Chugandicito, La Joaquina, Tibirrí Arriba, Tibirrí Medio, Tibirrí Bajo, Aguas Blancas, Titiza, Titiza Bajo, Titiza Arriba, Los Morales, El Besote, Quebrada Loma, Triganá, Coquital, San Nicolás, Napú, Loma del Cielo, Río Ciego y Sasardi.

## Historia
El poblado fue fundado inicialmente con el nombre de San Nicolás de Titumate, hacia el año 1880, por los colonos Concepción Gómez, Fermín Ávila, José Prestán, José Garrido y otros, llegados de los departamentos de Córdoba y Bolívar, quienes se dirigían al Archipiélago de San Blas (Panamá) para comprar coco.
Como municipio, Acandí empezó a existir desde el 5 de agosto de 1908, confirmado mediante Decreto Ejecutivo 1181 del 30 de octubre del mismo año, convirtiéndose en capital de la efímera Comisaría de Urabá.

## Geografía

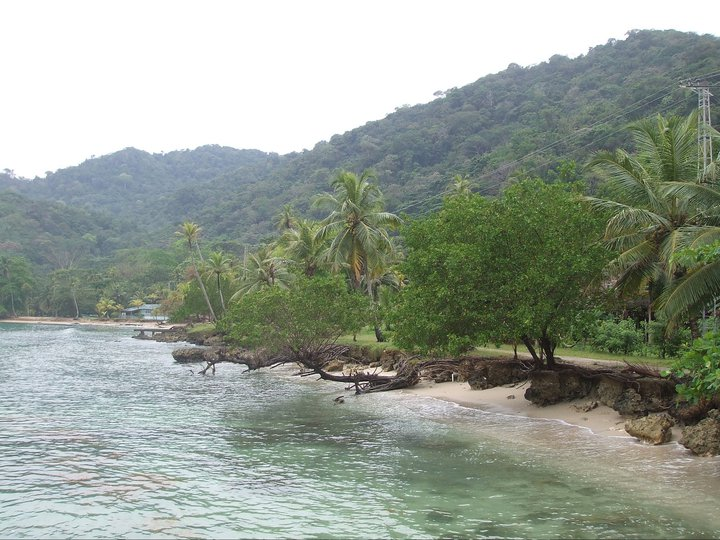
Playa de Sapzurro, ubicada a 10 minutos del corregimiento de Capurganá.

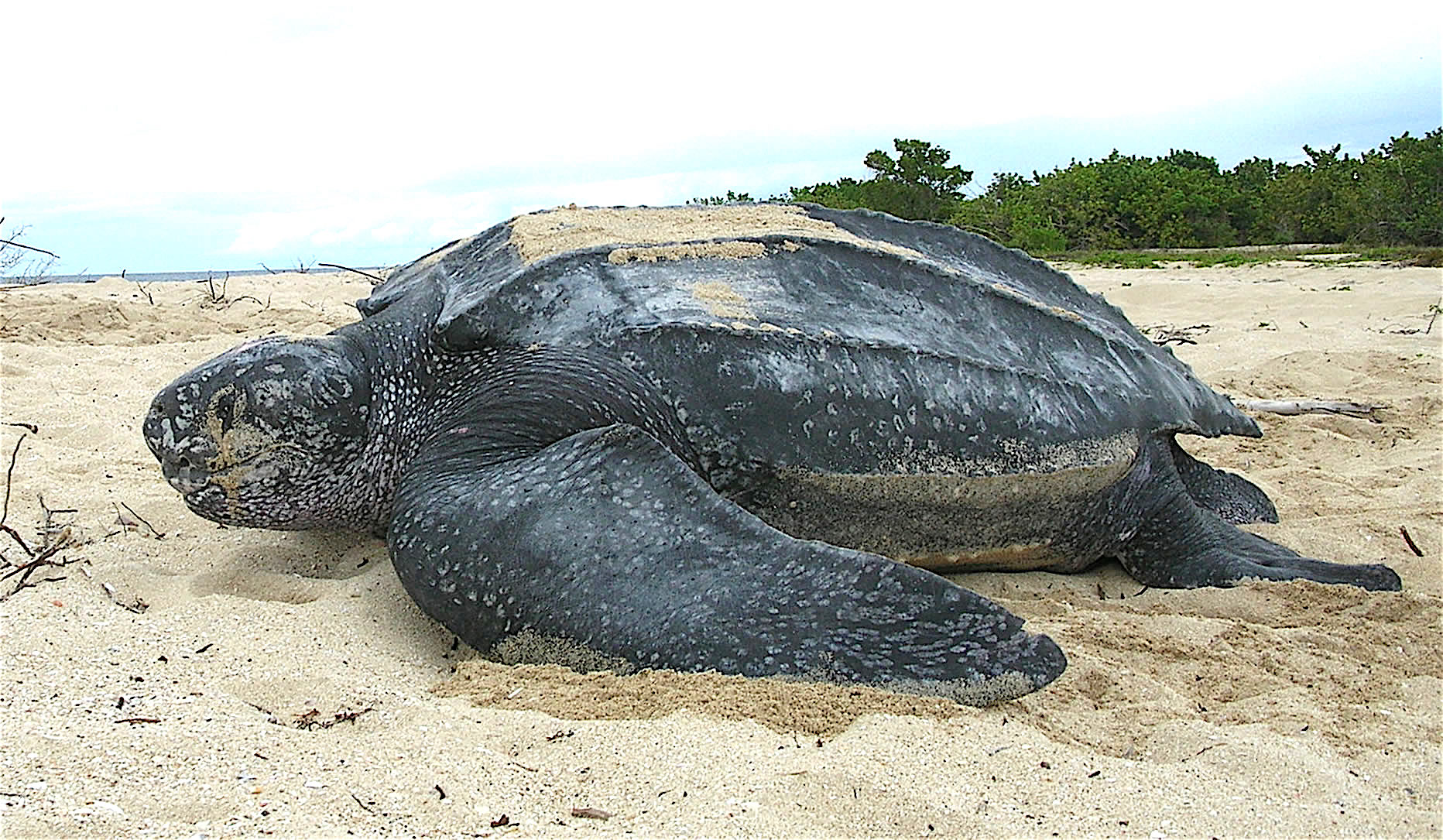
Tortuga Caná, o Canaa.

El municipio de Acandí se encuentra en el extremo norte del departamento del Chocó, al noroccidente de Colombia, a orillas del mar Caribe. Forma parte y es uno de los territorios constitutivos de la región del Darién junto con los municipios de Unguía, Juradó y la parte del municipio de Riosucio ubicada al occidente del río Atrato, al noroccidente del departamento del Chocó y limítrofe con Panamá. Tiene una extensión de 1551 km².
La zona costera del municipio se encuentra al norte del Darién, a lo largo del mar Caribe, al costado occidental del golfo de Urabá, desde Tarena en la bahía de Cevera hasta Cabo Tiburón en la frontera con Panamá. Una larga playa de 14 km de longitud, conocida como Playón y Playona, se forma a lo largo de buena parte de la costa del municipio; el resto de dicha costa lo conforman pequeñas y cortas playas formadas en los espacios libres dejados por las áreas de acantilados. Detrás de las playas se forman pequeños humedales que reciben el nombre local de "chungos". En el área del corregimiento de Capurganá se forman "abanicos aluviales". En Playa Soledad se encuentra la única zona de manglares de esta parte de la costa Caribe de Colombia.

### Límites
El municipio de Acandí limita al norte con Panamá, al occidente con Panamá, al oriente con el mar Caribe y al sur con el municipio de Unguía.

## Economía
La economía del municipio de Acandí se basa en la agricultura, la ganadería, la minería, la pesca artesanal y, principalmente, el turismo ecológico y recreativo, gracias a las exóticas playas de aguas cristalinas y corales de múltiples colores, principalmente en los corregimientos de Sapzurro, Capurganá, San Francisco, Vereda Bahía Trigana, Acandí Playón y Playona.

## Turismo
En Acandí se desarrollan actividades de turismo ambiental, ecológico, étnico y recreativo. También se realizan algunas caminatas ecológicas con servicio de guías por los parques naturales y reservas que se encuentran en los alrededores del municipio. Algunos de los principales atractivos turísticos del municipio son los siguientes:

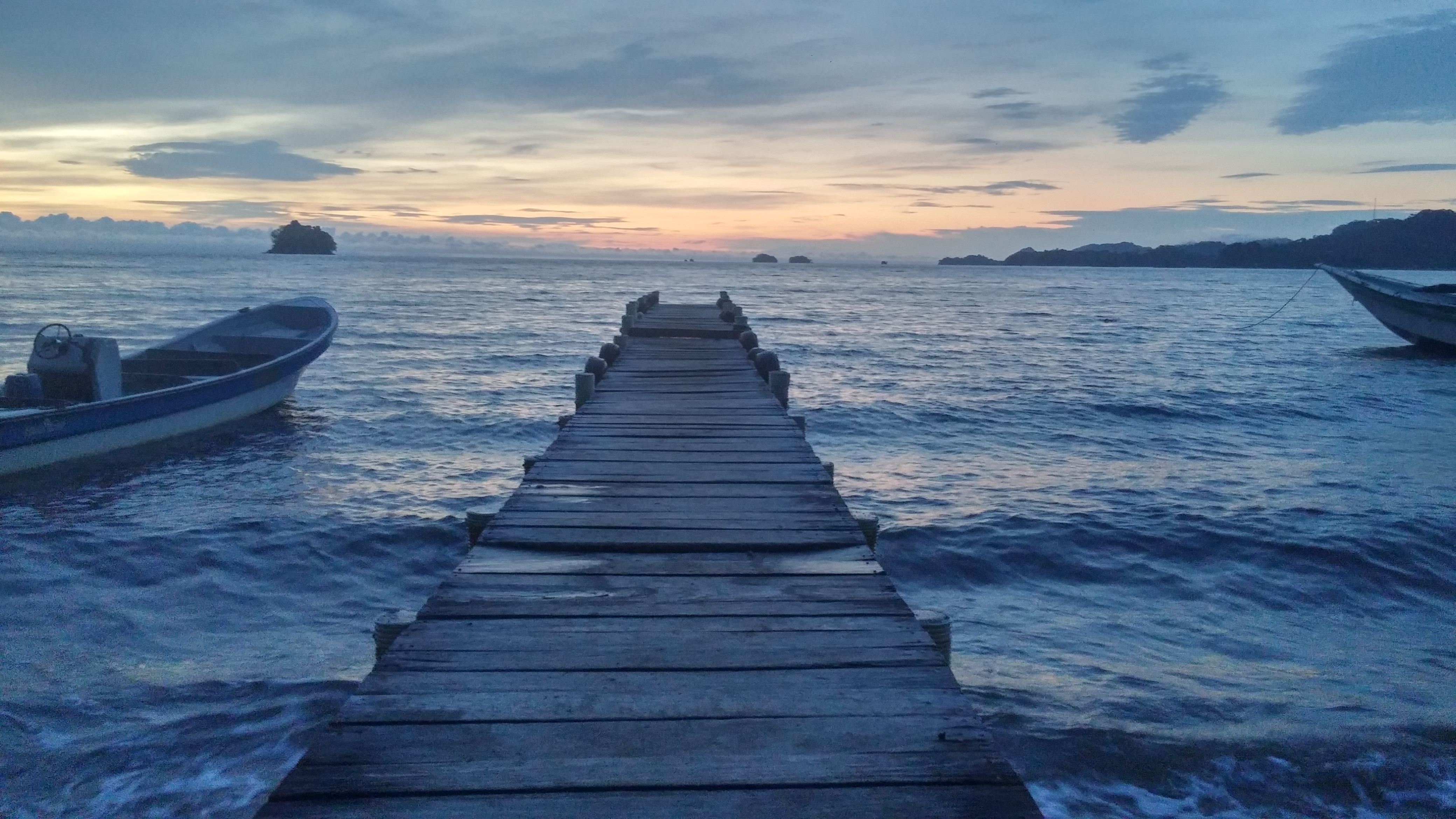
Vista desde la playa de Triganá.

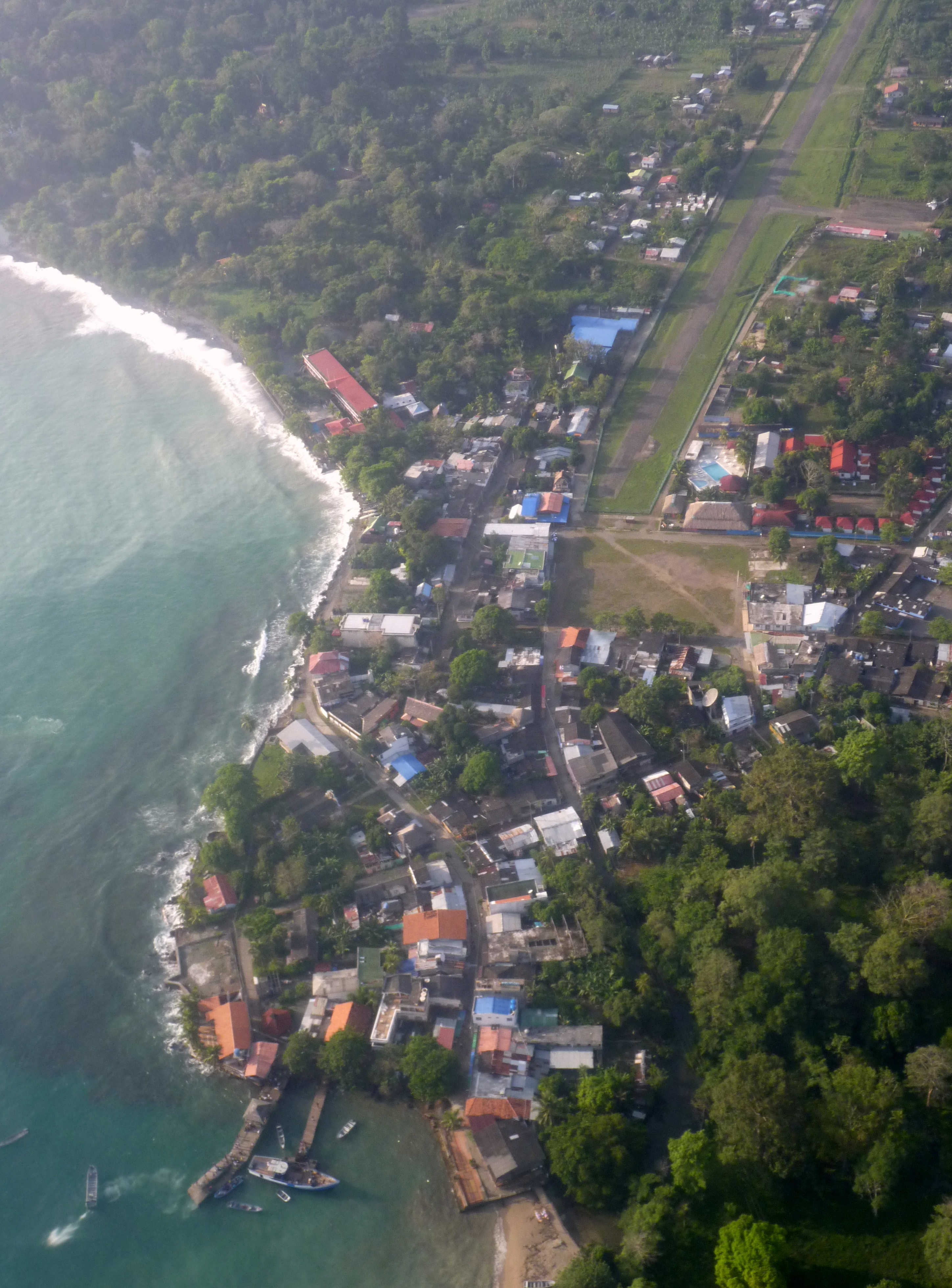
Vista aérea de Capurganá.

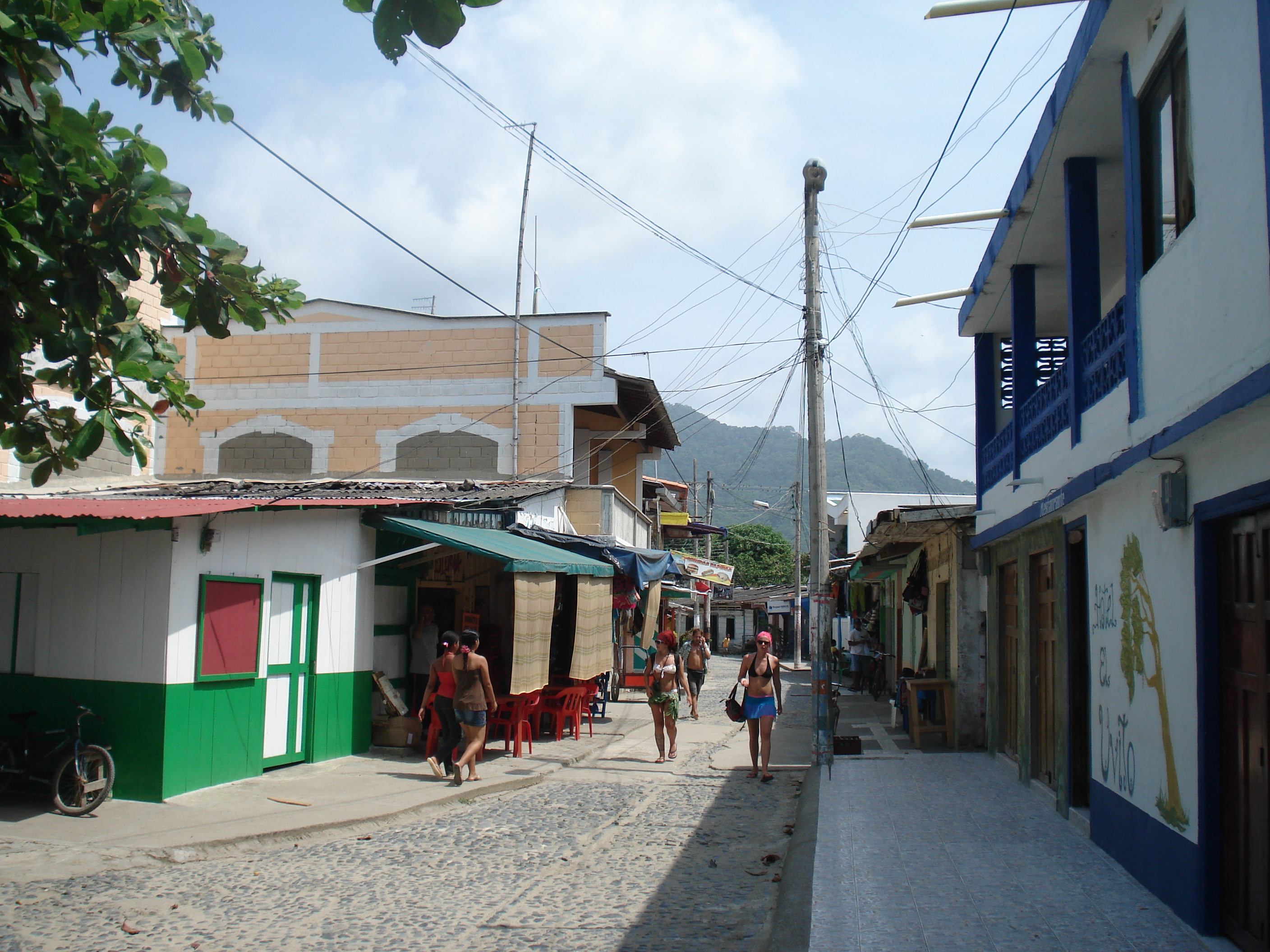
Calle de Capurganá.

- Calle de Capurganá.Capurganá: El corregimiento de Capurganá es el principal centro turístico del municipio. Cuenta con playas de arena blanca y algunas de piedra como la playa de los pescadores y la desembocadura del río Capurganá. El mar de Capurganá tiene tonalidades azules y cristalinas; el corregimiento se encuentra rodeado por la selva del Darién.
- Sapzurro: El corregimiento de Sapzurro ofrece una hermosa bahía natural cerca de la frontera con Panamá.
- Bahía de Triganá: La bahía de Triganá se distingue por playas de arena blanca y oscura con aguas marinas de tonalidades azules y verdes y barreras coralinas que preservan especies de peces de colores. En dichas aguas se pueden practicar actividades de snorkel y buceo.[6]
- Playona: Esta playa de 14 km de longitud, también conocida como Santuario Playón y Playona, o Playa Caná, es considerado un santuario para la preservación de las tortugas marinas Caná, que llegan a desovar una vez al año, en época de Semana Santa. Playona es la quinta playa en importancia en el mundo para la conservación de esta especie de tortuga marina, que es la más grande del mundo, llegando a medir hasta 2 m de longitud.

### Festividades
- Festival y Reinado de la Tortuga Canaa: Entre el 3 y el 11 de abril se realiza esta festividad porque es la época en la que llegan a tierra firme entre ocho y diez tortugas Caná, también conocidas como Canaa, que están en peligro de extinción. Las playas de Acandí son una de las cinco playas del mundo en las que dichas tortugas desovan. La festividad se celebra con paseos ecológicos, bailes, encuentros deportivos y el Reinado de la Tortuga Canaa. También se realiza un desfile marítimo en las aguas cercanas al lugar de desovación, denominado Desfile de las Tortugueras. Durante la festividad también acuden investigadores, científicos y turistas. Las tortugas suelen arribar al municipio entre las 8:00 p. m. y las 4:00 a. m., y ponen entre 80 y 120 huevos.[7]
- Carnaval de Triganá: Este carnaval se realiza entre el 29 de junio y el 1 de julio en honor al árbol de la vida conocido como la jagua, de donde se obtiene una tinta indispensable en la cultura indígena Embera y Kuna para sus rituales étnicos, tatuajes, como protector solar y como tinte para el cabello. El carnaval incluye eventos culturales, deportivos, gastronómicos, presentaciones musicales y concursos.
- Fiestas Patronales: El 16 de julio se celebran las Fiestas Patronales de Acandí en honor a la Virgen del Carmen, patrona del municipio. Durante la fiesta se realizan procesiones marítimas, novenas comunitarias, bailes y conciertos.
- Festival de la Gallina Criolla: Se realiza en el corregimiento de Peñaloza entre el 30 de septiembre y el 2 de octubre. Este festival gastronómico cuenta con toda clase de preparaciones de gallina criolla: consomé, sancocho, pastel, gallina ahumada y guisada y sarapa de gallina. También se presentan grupos musicales y se realizan concursos.
- Fiestas Novembrinas: Debido a que los primeros colonos que llegaron a Acandí provenían del departamento de Bolívar, el municipio celebra la independencia de Cartagena de Indias el 11 de noviembre con fandangos, desfile de carrozas y baile de porros y cumbias.

## Educación
El municipio de Acandí cuenta con 23 centros educativos distribuidos de la siguiente manera: Una institución educativa en el casco urbano del municipio con doce escuelas como sede; una institución educativa en el centro poblado de Capurganá con una escuela como sede; un centro educativo en el centro poblado de San Francisco de Asís y tres escuelas como sede, y un centro educativo en Chugandi con cuatro escuelas como sede. Los principales centros educativos de Acandí son:
- Institución Educativa Diego Luis Córdoba.
- Institución Educativa Sagrado Corazón de Jesús.
- Institución Educativa Inmaculado Corazón de María.
- Centro Educativo San Francisco de Asís.
- Centro Educativo Chugandi.

## Instituciones de salud
- Hospital Lascario Barbosa Avendaño: Presta servicio de urgencias las 24 horas, hospitalización, atención al parto, consulta odontológica y consulta médica general.[9]

## Símbolos

### Bandera
La bandera del municipio de Acandí está conformada por tres franjas horizontales de igual tamaño. La primera franja, de color amarillo, representa la riqueza y el oro; la segunda, de color azul, representa la grandeza del mar Caribe; la última franja, de color verde, representa la biodiversidad ambiental.

## Acandileros ilustres

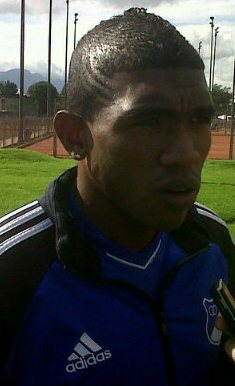
Elkin Blanco.

- Elkin Blanco: Futbolista nacido en Acandí el 5 de septiembre de 1989. Juega como centrocampista. Hizo su proceso de divisiones menores en Gremio de Brasil, para después integrar las filas del Atlético Risaralda. Ha jugado con el Once Caldas, Millonarios, Sheriff Tiraspol, Atlético Nacional, América de Cali y Atlético Bucaramanga . Con la selección de fútbol de Colombia, Elkin Blanco hizo parte del equipo que jugó en el Campeonato Sudamericano Sub-20 de 2009, marcando uno de los goles en el triunfo colombiano 2-1 sobre Paraguay.
- José Erik Correa: Futbolista nacido en Acandí el 7 de julio de 1992. Juega como delantero. Ha jugado en el Boyacá Chico, el Chivas USA, Gimnasia y Esgrima La Plata, CA Tigre, Club Olimpo y Deportes Tolima. El 12 de abril de 2012 el entrenador de la Selección Colombiana, José Néstor Pékerman, lo convocó para integrar un microciclo con la selección.